# Pindoretama
Pindoretama is een gemeente in de Braziliaanse deelstaat Ceará. De gemeente telt 18.322 inwoners (schatting 2009).
De gemeente grenst aan Cascavel, Aquiraz en Pacajus.